# Schmerberg (Schwielowsee)

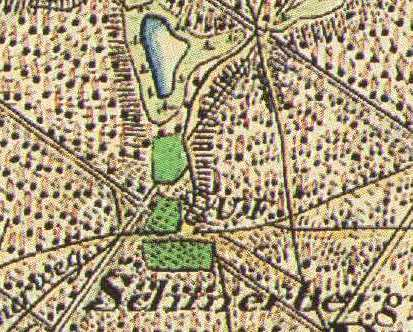
Die Unterförsterei Schmerberg auf dem Urmesstischblatt 3643 Werder (Havel) von 1839

Schmerberg ist ein Wohnplatz auf der Gemarkung Ferch der Gemeinde Schwielowsee im Landkreis Potsdam-Mittelmark (Brandenburg). Der Wohnplatz entstand im 17. Jahrhundert.

## Geographische Lage
Der Wohnplatz Schmerberg liegt im östlichen Teil der Gemarkung Ferch, im Zwickel zwischen der Bahnstrecke Potsdam-Beelitz und der östlichen Markungsgrenze, nur 150 m nördlich der Autobahn A 10 mitten im Wald („Lienewitzer Heide“) an der K6907. Südöstlich davon befindet sich die Autobahnanschlussstelle Ferch. Nur 350 m westlich liegt der Bahnhof Ferch-Lienewitz und nur einen knappen Kilometer nordöstlich der Wohnplatz Lienewitz zwischen Großem und Kleinem Lienewitzsee. Während Großer und Kleiner Lienewitzsee und der Wohnplatz Lienewitz bereits zur Gemarkung Michendorf gehören, liegt der stark verlandende, kleine Karinchensee, 350 m nördlich des Wohnplatzes Schmerberg, auf Fercher Gemarkung.

## Geschichte
Schmerberg lag früher an einer wichtigen Heerstraße vom sächsischen Brück nach Saarmund, die bereits im Jahr 1445 in einem Vertrag zwischen dem zwischen dem Kurfürsten von Sachsen Friedrich II. und dem brandenburgischen Kurfürsten Friedrich II. genannt wurde. Sachsen verzichtete darin auf die Lehenshoheit über Lienewitz, erhielt dafür die Zusage, dass der durch die Lienewitzer Heide führende Heerweg von Sachsen nach Saarmund weiter benutzt werden durfte bzw. instand gehalten wurde. In Schmerberg teilt sich der Weg; der nördliche Weg führte über Lienewitz nach Caputh, der östliche Weg führte weiter nach Saarmund.
Wann der Wohnplatz eingerichtet wurde, ist nicht bekannt. Die Suchodoletz'sche Karte von 1682 verzeichnet hier einen zu Caputh gehörenden Krug, der zugleich der Sitz einer Unterförsterei war. Der Name ist ein Flurname, von mnd. smer = fett. 1721 hatte ein Forstbediensteter hier seine Wohnung, 1745 wird Schmerberg als Unterförsterei bezeichnet, 1772 als Vorwerk. 1801 wird neben der Unterförsterei ausdrücklich ein Krug genannt. Der Unterförster hatte eine ⅓ Lehnhufe für seinen Unterhalt. Die Unterförsterei war der Oberförsterei Kunersdorf nördlich des Seddiner Sees untergeordnet. Der Schutzbezirk der Unterförsterei umfasste 870 ha. Bis 1854 war der Kunersdorfer Forst als Hofjagdrevier. 1858 bestand die Unterförsterei aus dem Wohnhaus und drei Wirtschaftsgebäuden. Das Gebäude, in dem die heutige Oberförsterei Schmerberg untergebracht ist, wurde 1880 erbaut.
| Jahr | Einwohner |
| ---- | --------- |
| 1772 | 11        |
| 1801 | 8         |
| 1817 | 10        |
| 1837 | 7         |
| 1858 | 9         |
| 1871 | 9         |
| 1885 | 7         |
| 1895 | 6         |
| 1905 | 6         |
| 1925 | 6         |

## Politische Zugehörigkeit
Das Areal gehörte bis 1826 zum Amt Saarmund, danach bis zur Auflösung der alten Ämter 1872 zum Amt Potsdam. Danach gehörte es zum Gutsbezirk Kunersdorf Forst und wurde 1928 mit der Gemeinde Ferch vereinigt. 1816 kam der Wohnplatz zum Kreis Zauch-Belzig, mit dessen Auflösung 1952 zum Kreis Potsdam-Land und mit der Kreisreform von 1993 zum Landkreis Potsdam-Mittelmark. Es wurde bereits 1931 als Wohnplatz der Gemeinde Ferch bezeichnet, die heute ein Ortsteil der Gemeinde Schwielowsee ist.